# Водный раствор

Ион натрия, окружённый молекулами воды в растворе

Водный раствор — разновидность раствора, в котором растворителем служит вода. Будучи превосходным растворителем, именно вода используется для приготовления большинства растворов в химии.
Вещества, которые плохо растворяются в воде, называют гидрофобными ('боящимися воды'), а хорошо в ней растворяющиеся — гидрофильными ('любящими воду'). Примером типичного гидрофильного соединения может служить хлорид натрия (поваренная соль).
Если вещество образует водный раствор, который хорошо проводит электрический ток, то он называется сильным электролитом; в противном случае — слабым. Сильные электролиты в растворе почти полностью распадаются на ионы (α→1), а слабые практически не распадаются (α→0).
Вещества, растворяющиеся в воде, но не распадающиеся на ионы (то есть находящие в растворе в молекулярном состоянии), называются неэлектролитами (пример — сахар).
При выполнении расчётов в уравнениях реакций, где взаимодействует один или несколько водных растворов, часто необходимо знать молярную концентрацию растворимого вещества.